# 甜水镇 (环县)
甜水镇，是中华人民共和国甘肃省庆阳市环县下辖的一个乡镇级行政单位。

## 行政区划
甜水镇下辖以下地区：
甜水社区、甜水街村、张铁村、鲁掌村、何原村、湫滩村、高崾岘村、赵掌村、狼儿滩村、大良洼村和七里墩村。